# Bagisara anotla
Bagisara anotla là một loài bướm đêm trong họ Noctuidae.